# 그로즈브너교

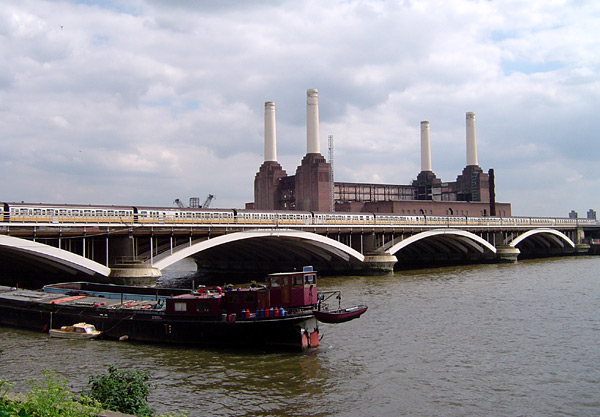
그로즈브너 브리지

그로즈브너 브리지(영어: Grosvenor Bridge)는 영국 런던 템스강 위에 있는 다리이다.